# Сторе-Коллевей
Сто́ре-Ко́ллевей (дат. Store Koldewey) или Большо́й Ко́льдевей — крупный остров у северо-восточного побережья Гренландии. Занимает площадь 615 км².

## География
Остров вытянут с севера на юг на 50 миль, в ширину же не достигает и семи. Южной оконечностью острова является мыс Альф-Тролле (дат. Kap Alf Trolle), северной — мыс Хельголанд (дат. Kap Helgoland). Большую часть его территории занимают плато, высота которых составляет от 2000 до 3100 футов.

## История
Был открыт в ходе второй германской полярной экспедиции 1869—1870 годов, которой руководил Карл Кольдевей. На картах экспедиции было отмечено три острова, но датская экспедиция 1906—1908 годов установила, что на самом деле остров один. В 1927 году остров на санях посетил Лауге Кох, а в 1933 году члены Трёхлетней датской экспедиции собирали здесь образцы растительности. Остров попал в зону исследований норвежско-французской экспедиции 1938—1939 годов.